# Clori (ninfa)
Clori (in greco antico: Χλωρίς?), o anche citata come Cloride, è un personaggio della mitologia greca, una ninfa e dea della primavera, dei fiori e dello sviluppo (crescita). Divenuta Flora per la mitologia romana, quindi identificata con la Flora dai popoli Italici.

## Mitologia
Di Clori si credeva anche che avesse vissuto nei Campi Elisi ed il mito raccontava che fosse stata rapita da Zefiro (dio del vento di ponente) che in seguito la sposò e trasformò nella dea (Flora appunto).

Da Zefiro ebbe il figlio Carpo, il frutto.

Era anche ritenuta responsabile delle trasformazioni di Adone, Attis, Croco, Giacinto e Narciso in fiori.